# Verkkoletto (ö i Egentliga Finland, Nystadsregionen, lat 60,82, long 21,19)
Verkkoletto är en ö i Finland. Den ligger i Bottenhavet och i kommunen Nystad i den ekonomiska regionen  Nystadsregionen i landskapet Egentliga Finland, i den sydvästra delen av landet. Ön ligger omkring 70 kilometer nordväst om Åbo och omkring 220 kilometer väster om Helsingfors.
Öns area är 1 hektar och dess största längd är 160 meter i sydöst-nordvästlig riktning.